# Cornelia Komposch
Cornelia Komposch (* 10. Dezember 1963 in Chur) ist eine Schweizer Politikerin (SP). Sie war 2015 bis 2024 Regierungsrätin des Kantons Thurgau.

## Leben
Cornelia Komposch wuchs in Chur auf. Sie ist gelernte Pflegefachfrau und Bäuerin mit Fach- und Lehrmeisterinnenausweis. Darüber hinaus bildete sie sich in den Bereichen öffentliches Rechnungswesen sowie Betriebswirtschaft weiter. Sie ist Mutter von zwei Söhnen und einer Tochter.

## Politik
Komposch war von 1998 bis 2006 Gemeinderätin der politischen Gemeinde Herdern. Im Anschluss (von 2006 bis 2015) stand sie der Gemeinde als Frau Gemeindeammann vor. 2004 wurde sie in den Grossen Rat des Kantons Thurgau gewählt, wo sie von 2010 bis 2012 die Geschäftsprüfungs- und Finanzkommission leitete. Von 2012 bis 2015 präsidierte sie die Sozialdemokratisch-gewerkschaftliche Fraktion. Am 8. März 2015 wurde sie in den Regierungsrat gewählt. Vom 1. Juni 2015 bis zum 31. Mai 2024 stand sie dem Departement für Justiz und Sicherheit vor.